# Cantone di Maure-de-Bretagne
Il Cantone di Maure-de-Bretagne era una divisione amministrativa dell'arrondissement di Redon.
A seguito della riforma approvata con decreto del 18 febbraio 2014, che ha avuto attuazione dopo le elezioni dipartimentali del 2015, è stato soppresso.

## Composizione
Comprendeva i comuni di:
- Bovel
- Les Brulais
- Campel
- La Chapelle-Bouëxic
- Comblessac
- Loutehel
- Maure-de-Bretagne
- Mernel
- Saint-Séglin